# Igreja de Santo António (Espalhafatos)

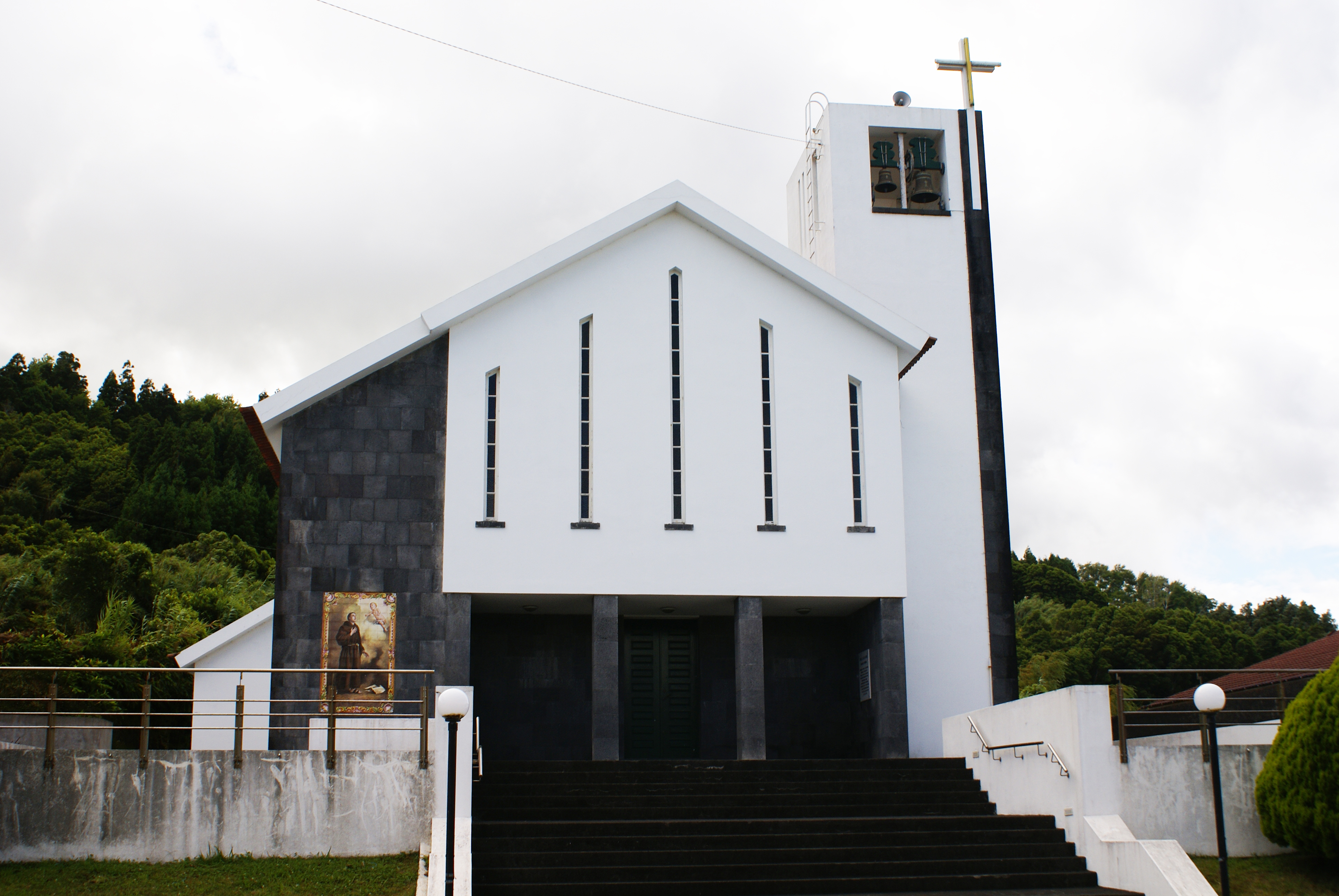
Igreja de Santo António, Espalhafatos.

A Igreja de Santo António é um templo religioso cristão português localizado no lugar dos Espalhafatos, freguesia da Ribeirinha, no concelho da Horta, na ilha do Faial, no arquipélago dos Açores.
Esta igreja que apesar de não ser paróquia foi edificada dada a distância a que a população que encontrava da sua sede de paróquia, teve o inicio da sua construção em 1965. A inauguração do templo aconteceu em 1970.
É um templo que se apresenta com estilo modernista com linhas simples e plantas, com a fachada rasgada por cinco janelas estreitas e muito altas e com uma torre sineira igualmente de linhas planas.
Aqui é de salientar a existência de um recente painel de azulejos policromados em tons de castanho onde está representado o padroeiro do templo.
No interior desta igreja existe uma imagem de Cristo Crucificado, ladeado por Nossa Senhora de Fátima e São José com o Menino. A imagem do Padroeiro (Santo António), encontra-se colocada do lado direito da igreja.
Esta igreja foi danificada pelo forte sismo de 9 de julho de 1998, que muitos estragos causou, não só na ilha do Faial, mas também na ilha do Pico e na ilha de São Jorge. As obras de restauro terminaram em 2001.